# Maximilian Reeß
Maximilian Reeß oder Max Reeß (* 10. Juni 1845 in Wiesloch; † 14. September 1901 in Klingenmünster, sein voller Name lautet Maximilian Friedrich Timotheus Ferdinand Maria Reeß) war ein badischer, deutscher Botaniker.
Sein botanisch-mykologisches Autorenkürzel lautet „Reess“.

## Leben
Maximilian Reeß wurde als Sohn eines Arztes geboren. Auf der Bürgerschule in Rheinbischofsheim, der Realschule in Altbreisach, dem Tauberbischofsheimer Gymnasium und schließlich auf dem Lyzeum Freiburg im Breisgau vorgebildet, erhielt er an letztgenannter Schule 1863 sein Reifezeugnis. Schließlich bezog er die Universität Freiburg im Breisgau, um Medizin zu studieren. Sein späterer Mentor Anton de Bary aber überzeugte ihn für ein Botanik-Studium, das er an der Universität München fortsetzte. In Freiburg wurde Reeß 1867 zum Doktor der Philologie promoviert. Nach seiner Promotion wirkte er als Assistent des Botanischen Gartens der Universität München. Zusammen mit Anton de Bary wurde Reeß Ende 1867 Assistent am botanischen Institut der Universität Halle. An der Universität wurde er außerdem 1869 habilitiert. Im Sommer 1872 ging Bary als Professor an die Universität Straßburg, sodass in Halle die Botanikprofessur neu zu besetzen war. Diese erhielt schließlich Reeß. Ende dieses Sommersemesters wechselte er als ordentlicher Botanikprofessor an die Universität Erlangen. Am 18. Juni 1878 wurde er in der Deutschen Akademie der Naturforscher Leopoldina gewählt.
Reeß erforschte Pilze und Pflanzenkrankheiten.